# Tegula viridula
Tegula viridula är en snäckart som först beskrevs av Gmelin 1791.  Tegula viridula ingår i släktet Tegula och familjen pärlemorsnäckor. Inga underarter finns listade i Catalogue of Life.